# Hack (jeu vidéo)
Pour les articles homonymes, voir Hack (homonymie).
Hack est un jeu vidéo de type roguelike créé en 1982 par Jay Fenlason avec l'aide de Kenny Woodland, Mike Thome, et Jonathan Payne. Puis, en 1984, une version étendue et améliorée par Andries Brouwer du jeu est distribuée sur Usenet ; elle est distribuée sous une licence libre proche de la licence BSD. Cette version deviendra la base de NetHack en 1987, un projet toujours en développement.

## Développement
Hack est développé par Jay Fenlason avec l’aide de Kenny Woodland, Mike Thome et Jonathan Payne alors qu’ils étudient à la Lincoln-Sudbury Regional High School où ils suivent notamment les cours d’informatique de Brian Harvey. À la suite de l’acquisition d’un ordinateur PDP-11/7 par l’école, celui-ci crée en effet un programme de cours consacré à l’informatique et dans lequel il laisse une certaine liberté aux élèves. C’est dans ce cadre que Jay Fenlason, Kenny Woodland, Mike Thome et Jonathan Payne se rencontrent, deviennent amis et apprennent la programmation. Lors d’une visite du laboratoire d’informatique de l’université de Californie à Berkeley organisé par Brian Harvey, ils ont l’opportunité d’utiliser les ordinateurs centraux qui s’y trouvent et découvrent alors le jeu Rogue (1980). Ils décident alors d’en créer leur propre version dans leur cadre d’un projet de classe. Jay Fenlason créé alors une liste de fonctionnalités qu’il souhaite ajouter au jeu, dont la possibilité de sauvegarder l’architecture d’un niveau après que le joueur l’ait quitté. Ils entrent ensuite en contact avec Michael Toy et Ken Arnold lors d’une conférence USENIX afin de récupérer le code source de Rogue mais essuient un refus, qui les oblige partir de zéro pour développer leur jeu. Ils le baptisent Hack en référence au fait qu’il s’agit en même temps d’un hack 'n' slash et du hack destiné à recréer Rogue sans avoir accès à son code source. Jay Fenlason ne parvient finalement pas à inclure dans le jeu toutes les fonctionnalités qu’il avait imaginées et son implication dans le projet se termine lorsqu’ils quittent l’école. Il a cependant fourni le code source du jeu à la conférence USENIX afin qu’il soit distribué. Le développement du jeu est ainsi repris par d’autres programmeurs et il est porté sur divers système. Son développement est néanmoins abandonné en faveur de celui de NetHack à la fin des années 1980.

## Postérité

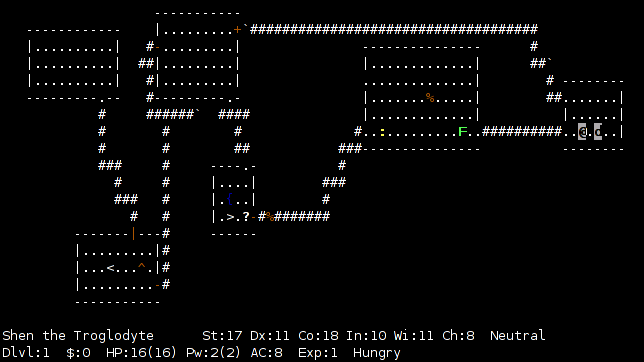
Représentation d'un donjon en ASCII dans NetHack (1987).

Hack fait l’objet de nombreuses variantes. Lorsque Mike Stephenson, qui est analyste pour un fabricant de matériel informatique, prend en main la maintenance du code source de Hack, il décide de l’améliorer à partir des suggestions de Izchak Miller et de Janet Walz. Ensemble, ils apportent des modifications majeures de son code source et baptise cette nouvelle variante NetHack (1987) en référence au développement collaboratif de celle-ci via le système Usenet. Ils ajoutent notamment une large variété de monstres inspirées d’autres mythologies et traditions, incluant des éléments anachronique et contemporain (comme une nouvelle classe de personnage inspiré de la série du Disque-monde de Terry Pratchett). Ils créent également des niveaux partiellement prédéfinis, dont seuls certains éléments sont générés aléatoirement, que le joueur découvre en progressant dans le donjon. Les versions suivantes du jeu introduisent ensuite de nouvelles ramifications dans le donjon ainsi que des quêtes optionnelles susceptible de faire gagner au joueur des équipements très utiles pour terminer le jeu. Bien qu’ils continuent de rendre public le code source du jeu, ils en limitent l’accès afin d’éviter les modifications excessives et ils limitent le nombre d’améliorations apportée à chaque nouvelle version. En s’inspirant du concept de NetHack, Thomas Biskup développe Ancient Domains of Mystery (1994) alors qu’il étudie à l’université technique de Dortmund. Après avoir joué à Rogue et Hack, celui-ci découvre NetHack qu’il trouve intéressant mais dont il déplore la trop grande complexité et les trop nombreux éléments qu’il juge inutile et perturbant. En partant de zéro, il développe alors Ancient Domains of Mystery avec l’objectif de créer un jeu reprenant les grands principes de NetHack mais bénéficiant d’un scénario et d’un thème plus cohérent. Il crée ainsi un jeu constitué de plusieurs donjons générés aléatoirement connectés entre eux par une carte et dans lesquels le joueur doit accomplir des quêtes pour progresser. Une des principales nouveautés du jeu est l’influence du chaos qui se répand dans le monde du jeu par l’intermédiaire de portail que le joueur doit parvenir à fermer. Lorsqu’il est affecté par cette influence chaotique, le personnage du joueur est contaminé et subit alors divers essais qui peuvent être bénéfique ou néfaste. Comme ses prédécesseurs Angband et NetHack, Ancient Domains of Mystery continue d’être amélioré par une équipe de développeurs.